# Radisson Blu Hotel Hamburg
Radisson Blu Hotel Hamburg är ett femstjärnigt hotell i Hamburg, Tyskland, ägt av Radisson Hotels & Resorts som ingår i Rezidor. Byggnaden är 108 meter hög vilket gör den till det högsta hotellet, samt den högsta byggnaden i staden. Hotellet ligger intill Congress Center Hamburg, järnvägsstationen Bahnhof Hamburg Dammtor och parken Planten un Blomen.

## Historia
Byggnaden uppfördes 1970-1973 och namngavs då till Hotel Plaza Hamburg. 1988 köptes hotellet av SAS Group. Från oktober 2008 till 24 september 2009 renoverades hotellet, både utvändigt och invändigt, för en kostnad av 48 miljoner euro.

## Hotellverksamheten
Radisson Blu Hotel Hamburg har 32 våningar, varav 27 innehåller hotellets 556 rum.